# Новоіванівське (Богодухівський район)
Новоіванівське (до 2016 року — Жовтне́ве) — село в Україні, у Коломацькій селищній громаді Богодухівського району Харківської області. Населення становить 213 осіб. До 2017 орган місцевого самоврядування — Коломацька селищна рада.

## Географія
Село Новоіванівське розташоване за 3 км від річки Коломак (лівий берег) і за 4 км від річки Шляхова (правий берег). На відстані 2 км розташоване село Бровкове, за 3 км від селища Коломак.

## Історія
У 2016 році село Жовтневе було перейменоване на Новоіванівське відповідно до закону «Про засудження комуністичного та націонал-соціалістичного (нацистського) тоталітарних режимів в Україні та заборону пропаганди їхньої символіки».
12 червня 2020 року, розпорядженням Кабінету Міністрів України № 725-р «Про визначення адміністративних центрів та затвердження територій територіальних громад Харківської області», увійшло до складу Коломацької селищної громади.
19 липня 2020 року, в результаті адміністративно-територіальної реформи і ліквідації Коломацького району, село увійшло до складу Богодухівського району.

## Освіта
В селі працює комунальний заклад «Новоіванівський заклад дошкільної освіти (ясла-садок)», розрахований на 46 дітей.

## Відомі люди
- Тороповська Лідія Іванівна — депутат Верховної Ради УРСР 8—9-го скликання.